# زندگی زیباست (فیلم ۱۹۸۵)
زندگی زیباست (انگلیسی: Life Is Beautiful) یک فیلم درام به کارگردانی بورو دراشکوویچ است که در سال ۱۹۸۵ منتشر شد. کارگردان فیلم به همراه همسرش، مایا دراشکوویچ، فیلمنامه را از رمان کوتاه «خشونت» نوشته الکساندر تیشما اقتباس کرده‌اند.
این فیلم متعلق به چرخه موضوعی فیلم‌های مربوط به خشونت از این کارگردان است که شامل فیلم‌های طالع‌بینی، تابان و آشپزخانه  نیز می‌شود.

## بازیگران
- راده شربجیا
- سونیا ساویچ
- دراگان نیکولیچ
- پاوله وویسیچ
- لیوبیشا سامارجیچ
- باتا ژیوویینوویچ
- میریانا کارانوویچ